# Inženirska geologija
Inženirska geologija se ukvarja z aplikacijo geoloških panog ob gradnji in vzdrževanju objektov in ter preprečevanju in sanaciji naravnih nesreč. Inženirski geologi izvajajo geološke raziskave in analize povezane s človekovim razvojem in posegi v naravo. Ugotavljajo, kako bodo medsebojno delovali objekti in zemlja, oziroma kako bodo naravni pojavi vplivali na človekove gradnje in aktivnosti.
Inženirski geologi ugotavljajo geotehnološke lastnosti materiala, možnost geološke nevarnosti, stabilnost plazov in brežin, preiskave erozijskih, poplavnih, drenažnih in seizmičnih učinkov. Njihovo znanje zajema prepoznavanje in interpretacijo naravnih procesov ter kako bodo le-ti vplivali na človekovo gradnjo in obratno, predvsem pa kako zmanjšati nevarnost in škodo, ki jo povzroča interakcija med človekom in naravo oziroma varovati življenja in lastnino pred škodo, ki jo lahko povzročijo geološki procesi.

## Zgodovina
Kljub temu, da se je geologija kot veda pojavila že v 18. stoletju, se je resno raziskovanje v smislu inženirske geologije inkarniralo šele v poznem 19. stoletju v knjigi Engineering Geology Williama Penninga. V zgodnjem 20. stoletju je Charles Berkey, ki drži naziv prvega ameriškega inženirskega geologa, sodeloval pri pomembnih projektih vodne oskrbe za mesto New York, kasneje pa še pri izgradnji Hooverjevega jeza. Leta 1925 je avstrijski geolog Karl Terzaghi objavil prvi članek o mehaniki tal, kar je štel za disciplino inženirske geologije. Omeniti velja tudi Janeza Žurgo, ki je na Slovenskem v začetku 20. stoletja sodeloval pri projektiranju hidroelektrarn, rudnikov in druge infrastrukture, prav tako pa je raziskoval nekatere slovenske toplice.
Potreba po inženirskih geologih je v svetovnem merilu narasla po letu 1928 z nesrečo na jezu sv. Francisa v Kaliforniji, kar pa ni bila edina inženirska napaka. Kmalu so inženirski geologi postali nuja v vsakem večjem in manjšem gradbenem projektu.

## Razpon raziskav
Inženirski geologi raziskujejo za:
- Stanovanjske, trgovinske ali industrijske objekte
- Vladne in vojaške objekte
- Objekte za energetsko oskrbo
- Čistilne naprave
- Objekte za vodno oskrbo
- Prometno infrastrukturo (tuneli, ceste, železnice, mostovi, letališča)
- Jezove in kanale
- Projektiranje in rehabilitacijo rudnikov in kamnolomov
- Rehabilitacijo naravnega okolja
- Obalno inženirstvo (stabilizacija klifov, gradnja pristanišč)
- Projektiranje naftnih in plinskih ploščadi na morju in podmorskih cevi ter kablov

## Geološke nevarnosti
Inženirski geologi se soočajo predvsem s sledečimi situacijami:
- Tektonske dejavnosti (potresi, raztezanje tal, cunamiji)
- Plazovi, podori in drobirski tokovi
- Nestabilne brežine
- Erozija
- Temperaturna obremenitev tal (temperaturno raztezanje ali razpokanje z ledom)
- Posedanje zemlje (zaradi umika podzemnih vod, podora jam ali rudnikov, tektonskih premikov)
- Vulkanska nevarnost
- Poplavljanje

## Metode
Inženirski geologi bodo za svoje raziskave uporabljali različne metode in tehnološke pripomočke:
- Terensko kartiranje geoloških struktur, formacij, sestave tal in potencialnih nevarnosti
- Pregled geološke literature, kart in poročil, relevantnih za projekt
- Izkopavanje vrtin za odvzem vzorcev
- Geofizikalne raziskave (seizmična refrakcija, električna upornost kamnin, magnetometrične raziskave)
- Monitoring deformacij terena

Terensko delo in analize podajo v poročilu, običajno skupaj z geotehničnim poročilom, vendar geotehnične analize in nasvete podajo neodvisno od geotehničnega poročila. Predvsem opišejo namen, izbrane metode, citirajo reference iz literature ter rezultate in nasvete za izvedbo projekta. Inženirski geologi zagotovijo tudi geološke informacije za topografske karte, geološke karte, karte v geografskem informacijskem sistemu (GIS) in druge.